# Amanda Collin
Amanda Collin (nascida em 4 de março de 1986) é uma atriz dinamarquesa. Ela é mais conhecida por seus papeis nos filmes Uma Mulher Terrível (2017), Conspiração da Fé (2016) e nas séries de televisão Splitting Up Together (2018–2019) e Raised by Wolves (2020) da HBO Max.